# 整性
整性是交換代數中的概念，用于描述在有理数域的某些扩域中，某些元素是否有类似于整数的性质。元素的整性（是否为整元素）本质上只依赖于環的概念。整性與環的整擴張推廣了代數數與代數擴張的概念。

## 定義
以下所論的環皆為含單位元的交換環。
設有環A、B，A為B的子環。设t∈B。若存在以A中元素为系数的首一多項式P∈A[X]，使得P(t) = 0，則稱t是A上的整元素。如果B的每個元素都是A上的整元素，則稱B為A的整擴張。

## 由有限性刻劃
假設同上。環的乘法與加法運算賦予 {\displaystyle B} 自然的 {\displaystyle A}-模結構。對於一個元素 {\displaystyle b\in B}，下述條件彼此等價：
1. {\displaystyle b} 在 {\displaystyle A} 為整。
2. 子環 {\displaystyle A[b]}  是有限生成的 {\displaystyle A}-模。
3. 存在包含 {\displaystyle A\cup \{b\}} 的子環 {\displaystyle C\subset B}，而且 {\displaystyle C} 是有限生成的 {\displaystyle A}-模。

此命題最常見的證明是利用關於行列式的凱萊-哈密頓定理。

## 閉包性質
- （整閉包）利用有限性的刻劃，可知 {\displaystyle A} 上的整元構成 {\displaystyle B} 的子環，稱為 {\displaystyle A} 在 {\displaystyle B} 中的整閉包。
- （可遞性）考慮環擴張 {\displaystyle A\subset B\subset C}，若 {\displaystyle B} 是 {\displaystyle A} 的整擴張，而 {\displaystyle c\in C} 在 {\displaystyle B} 上為整，則它在 {\displaystyle A} 上為整。特別是：若 {\displaystyle B/A}、{\displaystyle C/B} 皆為整擴張，則 {\displaystyle C/A} 亦然。

## 整同態
在整性的定義中，子環條件 {\displaystyle A\subset B} 可以放寬為一個同態 {\displaystyle f:A\to B}，{\displaystyle b\in B} 在 {\displaystyle A} 上的整性定義為它對同態像 {\displaystyle f(A)} 的整性，整擴張的定義可以類似地推廣。透過同態 {\displaystyle f:A\to B}，同樣可賦予 {\displaystyle B} 一個 {\displaystyle A}-模結構，此時有限性判準依然成立。

## 文獻
- Atiyah, M. F., and I. G. MacDonald, Introduction to Commutative Algebra, Perseus Books, 1969, ISBN 0-201-00361-9